# 半音
半音（はんおん、英: Semitone, Half step、独: Halbton）とは、伝統的な西洋音楽における音程の最小単位である。
人間は音の高さの違いを周波数の差ではなく周波数の比で認識する（音程参照）。12平均律においては、オクターヴの中に半音が12個あるから、半音の周波数比はオクターヴの周波数比（すなわち2）の12乗根であり、
{\displaystyle 1:{\sqrt[{12}]{2}}}　≒ 1 : 1.059463
となる。その他の音律では、半音は16:17、17:18、18:19、19:20などの多様な周波数比となり、12平均律におけるような一律ではない。そして、平均律以外の音律では、半音は全音階における半音のみが存在する。
半音階（クロマティック・スケール＝Chromatic scale）とは、隣接する音程がすべて半音の音階を指す。

## 半音にまつわる事項
- 12平均律では全音は半音ちょうどふたつ分である。よって全音の周波数比は半音の周波数比の2乗となり、

{\displaystyle 1:\left({\sqrt[{12}]{2}}\right)^{2}=1:{\sqrt[{6}]{2}}}　≒ 1 : 1.122462
である。その他の音律では、8:9、9:10などの周波数比となる。
- 12平均律の半音の100分の1をセントといい、微細な音程の違いを表すときの単位として用いられる。つまり、1オクターヴ＝6全音＝12半音＝1200セントであるから、1セントの周波数比は半音の周波数比の100乗根、オクターヴの周波数比の1200乗根となり、

{\displaystyle 1:\left({\sqrt[{12}]{2}}\right)^{10^{-2}}=1:\!\!{\sqrt[{1200}]{2}}}　≒ 1 : 1.00057779
である。平均律の半音はその定義から100セントである。
- ピタゴラス音律の全音階的半音は256/243（90セント）で、平均律より狭く、半音2つは全音より狭い。
- 純正律の全音階的半音は16/15（112セント）である。その他に、半音階的小半音25/24（71セント）、半音階的大半音135/128（92セント）及び大リンマ27/25（134セント）という三種の半音が存在する。
- 中全音律の全音階的半音は117セントで、平均律より広い。純正律とミーントーンでは全音階的半音2つは全音より広い。
- 増一度、短二度、重減三度の音程は半音である。厳密には、増一度は半音階的半音、短二度は全音階的半音に当たる。
- 現代音楽や民族音楽では、半音よりさらに音の高さの違いが小さい音を扱う場合がある。そのような音程は微分音と呼ぶ場合がある。
- 微分音の概念をさらに発展させたゼンハーモニック音楽においては、半音と全音の比率や系列自体を書き換えて新たな調律を構築する「MOSスケール」という技法が存在する。